# Ронкаде
Ронкаде (італ. Roncade, вен. Roncae) — муніципалітет в Італії, у регіоні Венето, провінція Тревізо.
Ронкаде розташоване на відстані близько 420 км на північ від Рима, 22 км на північ від Венеції, 11 км на південний схід від Тревізо.

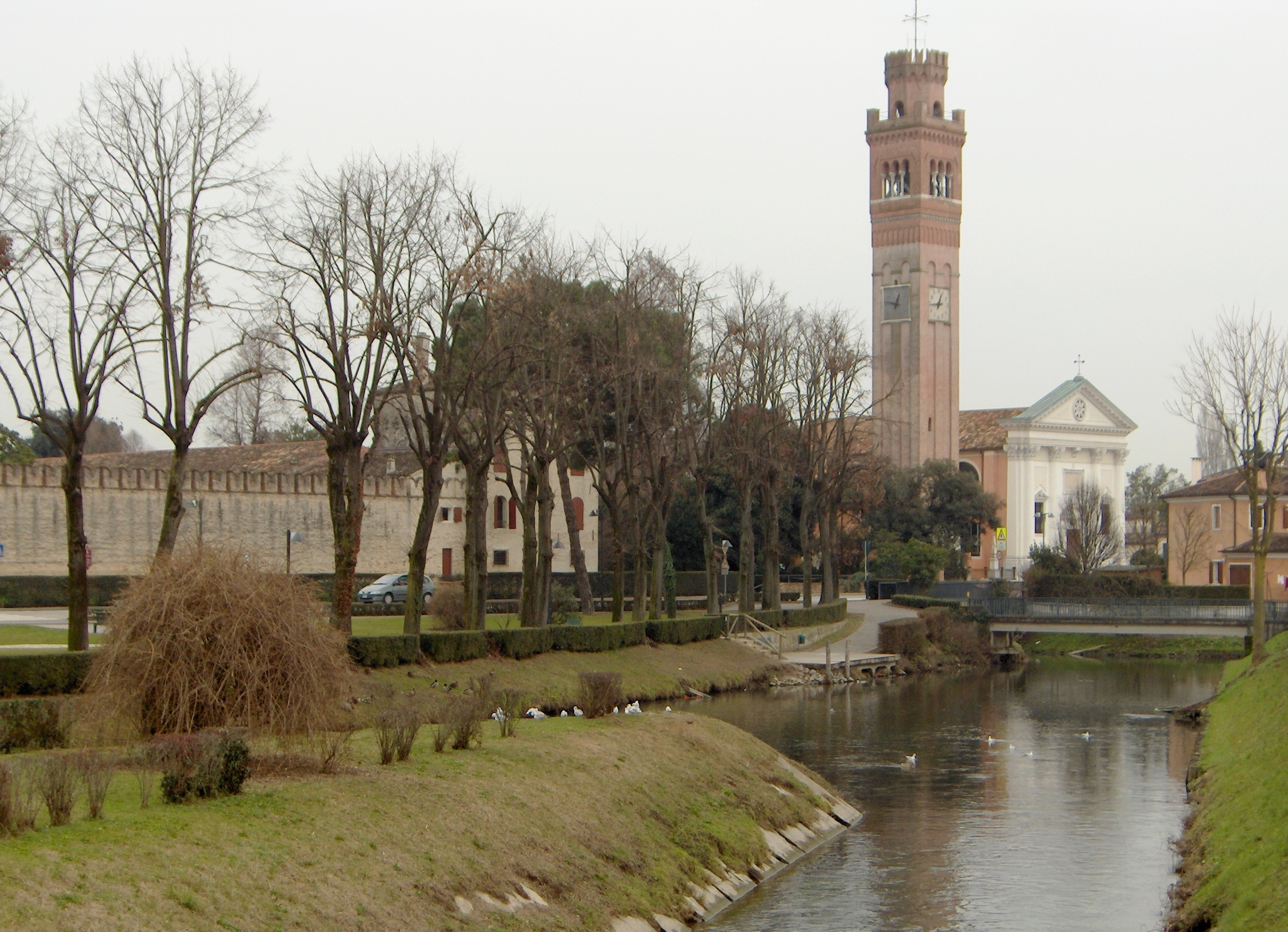

Населення — 14 293 особи (2014).

## Демографія
Населення за роками:

Станом на 1 січня 2023 року в муніципалітеті офіційно проживало 846 іноземців з 71 країни, серед них 253 громадяни країн Євросоюзу та 37 громадян України.

## Уродженці
- П'єтро Гроссо (*1923 — †1957) — італійський футболіст, захисник, півзахисник.

## Сусідні муніципалітети
- Казале-суль-Сіле
- Меоло
- Монастієр-ді-Тревізо
- Куарто-д'Альтіно
- Сан-Б'яджо-ді-Каллальта
- Сілеа